# William Northey
Temple de la renommée : 1947
William Mitchell Northey (né le 29 avril 1872 à Leeds au Canada — mort le 9 avril 1963) est une ancienne personnalité canadienne du hockey sur glace.

## Biographie
Il supervise en 1897 la construction du premier édifice destiné à recevoir des matchs de hockey : l'Aréna de Westmount. En 1924, le Forum de Montréal est construit par la Canadian Arena Company qu'il a fondé en 1920 avec Donat Raymond.
Il est également l'initiateur du remplacement des deux périodes initiales de 30 minutes par trois de 20 minutes chacune. C'est également sur ses recommandations que le nombre de joueurs sur la glace passe de sept à six avec la disparition du Rover.